# Jeanne Panne
Pour les articles homonymes, voir Panne et La Panne.
Jeanne Panne, née Jeanne De Deyster en 1593 et morte le 16 mai 1650 à Nieuport, est une sorcière belge, victime de la chasse aux sorcières.

## Biographie

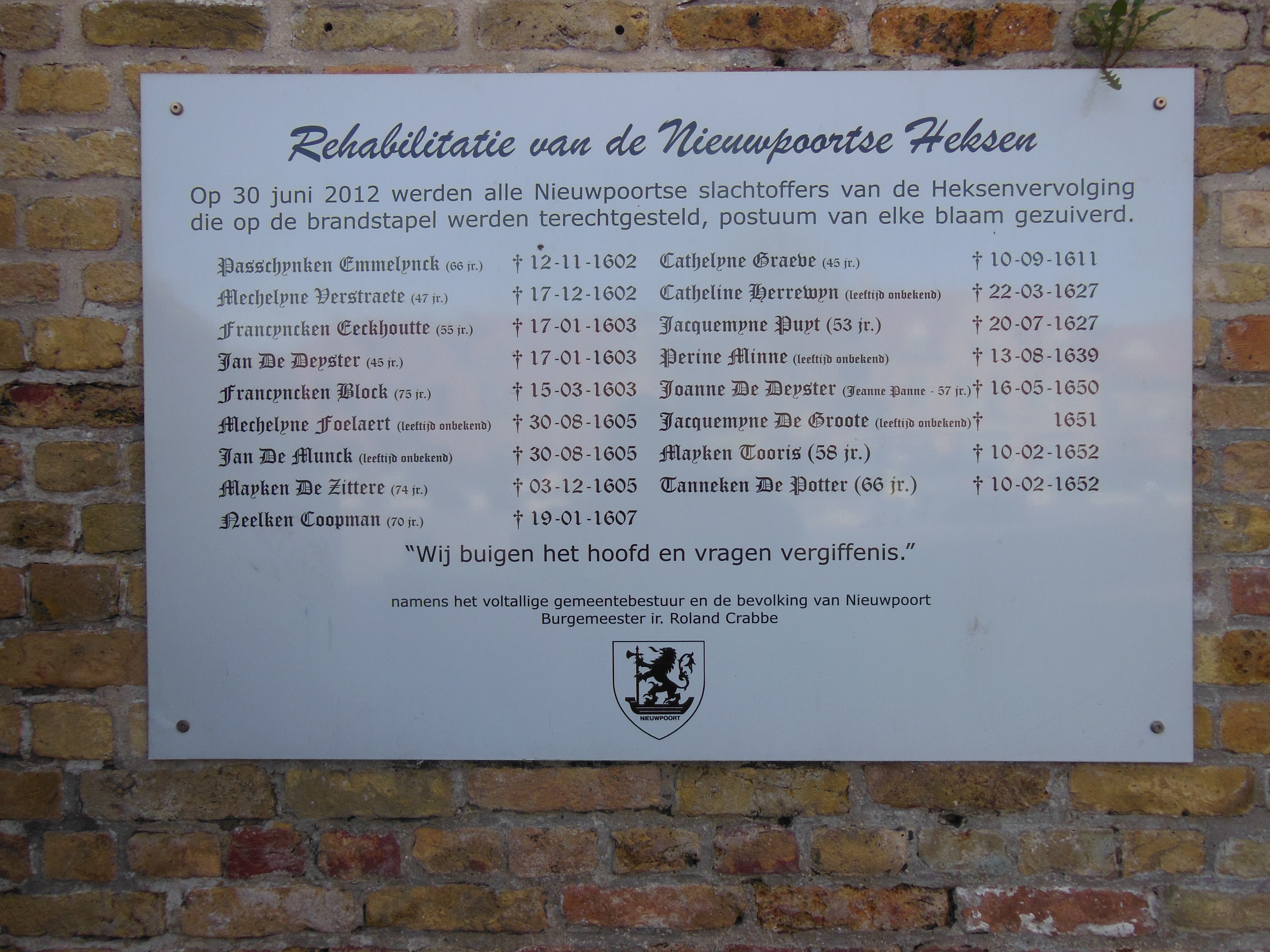
Liste des noms des sorcières de Nieuport condamnées au bûcher de 1602 à 1652, officiellement réhabilitées en 2012.

Fille de Jan De Deyster et de Cathelijne Goossen, Jeanne est marquée par la mauvaise réputation de son père, que l'on dit être un sorcier et qui est brûlé en tant que tel en 1603.
En 1617, Jeanne épouse Jan Panne, un boulanger avec qui elle a onze enfants. Dix de ses enfants meurent prématurément : en 1650, année de son exécution, seul Joorkin était encore en vie. Son mari était également mort à ce moment-là.
Jeanne Panne est une femme laide qui a des taches de naissance sur le visage et la cuisse. Des rumeurs courent qu'elle est une sorcière. Les habitants de Nieuport croyaient qu'elle avait des pouvoirs surnaturels. Elle pouvait identifier des caches secrètes d'argent et elle avait réussi à prédire quel arc se briserait lors du tir au geai ou quel mariage échouerait. Jeanne est appréhendée le 10 mai 1650 et accusée de sorcellerie. Elle aurait aussi laissé mourir deux personnes, Ryckewaert Schroo et la fille de Jan Jacobs.

### Aveux
Au cours du procès, plusieurs témoins déclarent que Jeanne Panne leur avait causé des problèmes sexuels. Guillaume Lootvoet raconte qu'elle avait repassé son pantalon jusqu'à sa virilité et qu'il était alors devenu impuissant pendant six semaines. Jeanneke Vanderzype est venue témoigner que son second mari avait été « touché » par Jeanne Panne au début de leur mariage et avait perdu son pouvoir masculin depuis dix semaines.
Un "explorateur criminel" (exploicteur criminele) de Bruges examine Jeanne Panne et découvre une tache qui s'avère insensible aux piqûres d'épingle. Il déclare que la tache est une marque du diable, preuve que Jeanne est de mèche avec le diable. Le 12 mai, elle est emmenée à la chambre de torture et avoue pendant le supplice, qui a duré jusqu'au 13 mai, qu'elle avait rencontré le diable, qu'il lui avait souvent « tâté les seins » (« dickmaels hare bostgins (nl) had ghetast »), qu'il l'avait possédée charnellement. Il puait l'épuisement et ses membres et sa nature étaient aussi froids que la glace (Hij stonk van vermuftsheyt en zijn litmaeten ende sijne nature waren so coudt als ijs).
Le 14 mai, Jeanne Panne, « libre ende buuten torture », confirme ses aveux. Le même jour, elle est condamnée à être brûlée sur le bûcher. La peine est exécutée deux jours plus tard.

## Réparation
Le 30 juin 2012, Jeanne Panne, comme les autres victimes de la persécution des sorcières de Nieuport, est innocentée à titre posthume de tout blâme et son nom est repris sur une plaque commémorative commune. Une sculpture la représentant est également élevée à  Nieuport.

## Dans la culture populaire

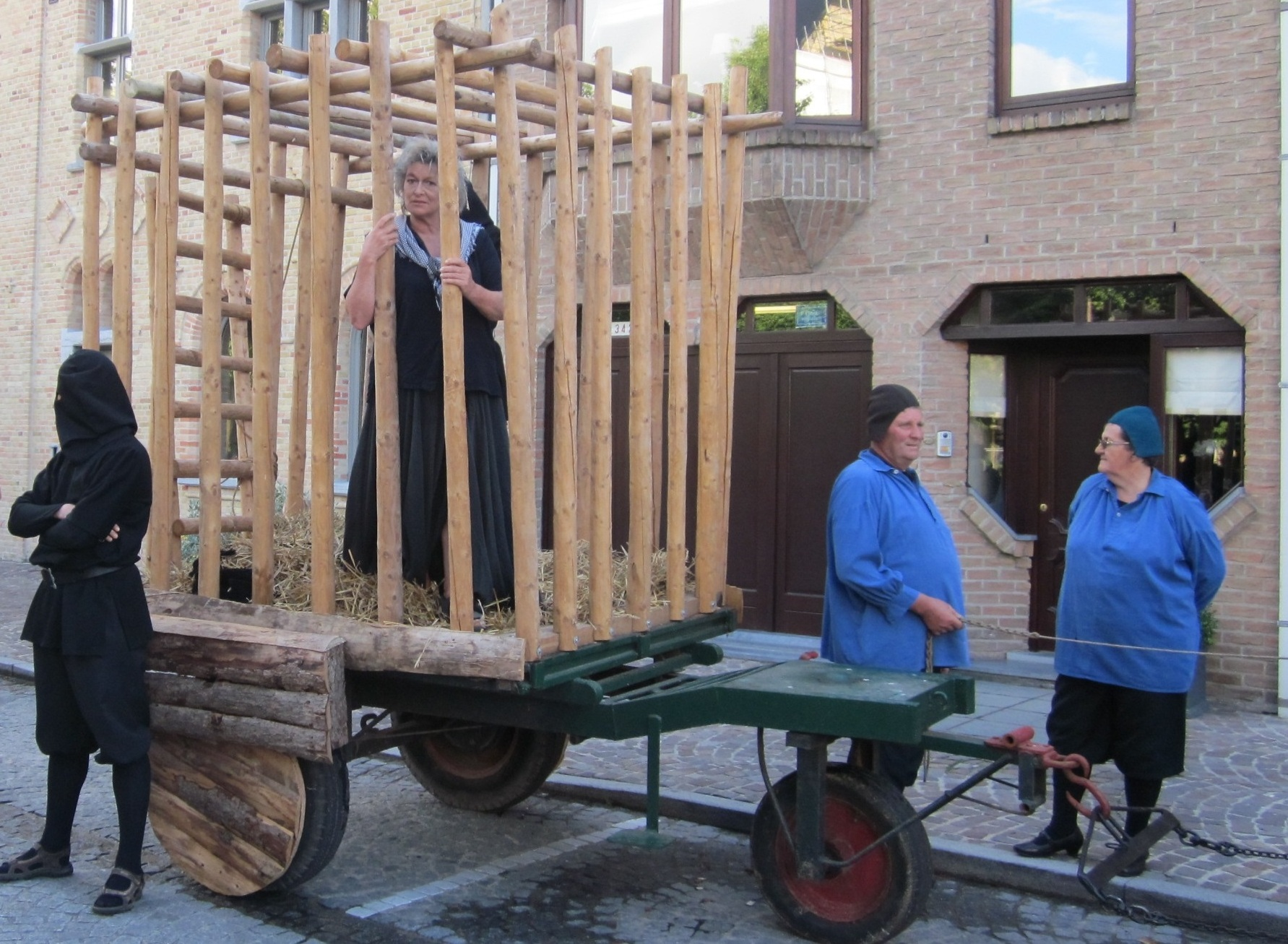
Fêtes des sorcières à Nieuport : Jeanne Panne.

- L'histoire de Jeanne Panne forme la base de l'album de Suske en Wiske (en français Bob et Bobette) Jeanne Panne. Dans cette aventure, cependant, elle est présentée comme une véritable sorcière et il est mentionné qu'elle a été brûlée sur le bûcher en 1600 au lieu de 1650.
- Des fêtes de sorcières sont organisées tous les trois ans dans la ville côtière de Nieuport. La vie de Jeanne Panne est rejouée dans diverses scènes et, en fin de soirée la sorcière est brûlée.